# L'alibi nero
L'alibi nero (Black Alibi) è un romanzo noir scritto nel 1942 da Cornell Woolrich.
Da questo romanzo nel 1943 Jacques Tourneur trasse il film L'uomo leopardo (The Leopard Man).

## Trama
Kiki Walker in passato era stata solo una ballerina senza pretese negli squallidi motel di Detroit, ma adesso è diventata una stella del varietà a Ciudad Real, una grande città dell'America del Sud, grazie anche all'abilità del suo agente pubblicitario, il giovane Jerry Manning. L'ultima trovata di Jerry sembra sensazionale: per pubblicizzare la nuova rivista Tric-Trac in cartellone la settimana seguente, Kiki dovrà recarsi al Globo, uno dei locali più alla moda della città, portando con sé al guinzaglio un giaguaro nero.
Kiki ascolta la proposta di Jerry, anche se è atterrita dall'idea, tuttavia accetta ed in serata, accompagnata dal giaguaro, fa il suo ingresso clamoroso al Globo, dove l'attendono numerosi giornalisti contattati da Manning per dare il massimo risalto pubblicitario a Tric-Trac. 
Qualcosa durante la serata però va storto, ed il giaguaro, forse impaurito dalla confusione del locale e dai continui flash dei fotografi, dopo esserle saltata addosso, sfugge a Kiki e si lancia sull'Alameda, uno dei grandi ed eleganti viali della città, senza che nessuno riesca a fermarlo.
Si scatena immediatamente una caccia al giaguaro per le vie del centro alla quale partecipano polizia e vigili del fuoco, ma del felino non c'è più traccia: è stato visto entrare in un callejón di fronte al Globo, ma non è mai spuntato in Plaza de los Martires alla fine del vicolo.
Qualche giorno dopo Teresa Delgado, mentre tenta disperatamente di rientrare in casa, trova una morte orribile davanti alla porta, dove viene trovata orrendamente dilaniata. Altre giovani donne vengono uccise nelle settimane seguenti, senza che la polizia riesca a fermare questa furia omicida che attribuisce al giaguaro.

## Edizioni
- Cornell Woolrich, L'alibi nero, collana Il Giallo Mondadori, n. 222, Mondadori, 1953.
- Cornell Woolrich, L'alibi nero, collana I Classici del Giallo Mondadori, n. 2, Mondadori, 1967.
- Cornell Woolrich, L'alibi nero in "Appuntamenti in nero - quattro romanzi di Cornell Woolrich", traduzione di Tina Honsel, collana Omnibus Gialli, Mondadori, 1986,  p. 564.